# It's Hard to Be Tender
It's Hard to Be Tender is een nummer van de Amerikaanse zangeres Carly Simon uit 1986.
Het nummer werd opgenomen als titelmuziek voor de Amerikaanse miniserie "Sins" met Joan Collins en werd in 1986 op CBS uitgezonden (in Nederland bij Veronica). Het nummer is gecomponeerd door Simon, de Franse filmmuziekcomponist Francis Lai en tekstschrijver Jacob Brackman. Film Rock nam de productie voor zijn rekening.
Het is internationaal gezien niet een van Simons bekendste nummers. Het is niet verschenen op een van Simons studioalbums en staat ook op geen van haar verzamelalbums. Dit komt (mede) omdat de rechten van het nummer bij Francis Lai liggen en hij geen toestemming gegeven heeft om het nummer op te nemen bij een verzamelalbum.
Alleen in Nederland en België werd het nummer bekend. Het werd in 1989 (opnieuw) op single uitgebracht en een Veronica Alarmschijf. In de Nederlandse Top 40 bereikte de single de zesde plaats, hoger dan haar andere top 10-hits You're So Vain en Coming Around Again. In de Vlaamse Ultratop 50 haalde het nummer de twaalfde positie.

## NPO Radio 2 Top 2000
| Nummer met noteringen in de NPO Radio 2 Top 2000 | '99  | '00-'01 | '02  | '03  | '04  | '05  | '06 | '07  | '08  |
| ------------------------------------------------ | ---- | ------- | ---- | ---- | ---- | ---- | --- | ---- | ---- |
| It's Hard to Be Tender                           | 1333 | -       | 1517 | 1565 | 1784 | 1677 | -   | 1957 | 1951 |

1. ↑  Een '-' betekent dat het nummer niet was genoteerd en een vetgedrukt getal geeft de hoogste notering aan.
2. ↑  Deze tabel is bijgewerkt tot en met de laatste editie (2024).